# Municipio de Melville (Iowa)
Melville Township es una subdivisión territorial del condado de Audubon, Iowa, Estados Unidos. Según el censo de 2020, tiene una población de 111 habitantes.
Tiene un código de clase Z1, que indica que no está en funcionamiento (non-functioning county subdivision).

## Geografía
La subdivisión está ubicada en las coordenadas 41°43′58″N 94°48′08″O / 41.73278, -94.80222 (41.7327, -94.802116).